# Fiat X1/9
Fiat X1/9 var en sportsvogn bygget af den italienske bilfabrikant Fiat mellem 1972 og 1984. Derefter blev den bygget af Bertone som Bertone X1/9 frem til 1989.

## Historie
Bertone byggede en futuristisk konceptbil til Autobianchi i 1969. Den kom siden til at danne basis for Fiats afløser for 850 Spider. Bertone byggede de færdige karrosserier med indretning, som blev sendt til Fiat for slutmontering. X1/9 havde centermotor, og en kraftig styrtbøjle beskyttede passagererne ved en ulykke. Det meste af mekanikken var hentet fra Fiat 128, men motor og gearkasse var placeret mellem siddebrønden og bagakslen. Bilen havde individuelt hjulophæng med McPherson-fjederben og skivebremser.
I 1979 blev bilen opdateret med blandt andet større motor og femtrins gearkasse fra Fiat Ritmo. I 1984 flyttedes hele produktionen tilbage til Bertone. Navnet Fiat forsvandt, og bilen blev solgt som Bertone X1/9 frem til 1989.
X1/9 blev anvendt flittigt indenfor racing og rally, og specialvarianter blev bygget af blandt andet Dallara og Abarth.

## Motorer
| Model | Modelår | Motor                  | Slagvolume | Effekt | Brændstofsystem     |
| ----- | ------- | ---------------------- | ---------- | ------ | ------------------- |
| 1300  | 1972-78 | 4-cyl. rækkemotor SOHC | 1290 cm³   | 75 hk  | Enkelt karburator   |
| 1500  | 1979-89 | 4-cyl. rækkemotor SOHC | 1498 cm³   | 85 hk  | Enkelt karburator   |
| 1500  | 1986-89 | 4-cyl. rækkemotor SOHC | 1498 cm³   | 76 hk  | Benzinindsprøjtning |